# بطولة الأمم الخمس 1954
بطولة الأمم الخمسة 1954 (بالإنجليزية: 1954 Five Nations Championship)‏ هو الموسم 60 من  بطولة الأمم الخمسة. أقيم خلال الفترة 9 يناير 1954 وحتى 10 أبريل 1954، وكان عدد الأندية المشاركة فيه  5، وفاز فيه منتخب إنجلترا الوطني لاتحاد الرغبي، ومنتخب ويلز الوطني لاتحاد الرغبي، ومنتخب فرنسا الوطني لاتحاد الرغبي.